# Led Bib
Led Bib ist ein britisches Jazzensemble.

## Bandgeschichte
Mark Holub, Schlagzeuger des Quintetts, gründete die Formation Led Bib 2003 während seines Studiums an der Middlesex University. Ihr Debütalbum Arboretum gewann 2005 den Peter Whittingham Jazz Award. Ihr zweites Album Sizewell Tea folgte 2007; ein auflagenlimitiertes Livealbum erschien 2008.  Das vierte Album der Jazz-Combo, Sensible Shoes, wurde 2009 für den Mercury Prize nominiert. Stilistisch bewegt sich das Ensemble, das auf dem North Sea Jazz Festival ebenso wie in der Queen Elizabeth Hall auftrat, zwischen swingendem Post-Bop, Free Jazz und Anleihen bei Spielarten des Neo-Prog und Noise-Rock.

## Diskographie
- Arboretum (2005)[5]
- Sizewell Tea (2007)
- Live (2008)
- Sensible Shoes (2009)
- Bring Your Own (2011)
- The People in Your Neighbourhood (2014)
- The Good Egg (2014)
- Umbrella Weather (2017)
- It's Morning (2019)
- Live at Vortex Jazz Club (2020)
- Hotel Pupik (2025)[6]